# 片山廃寺跡

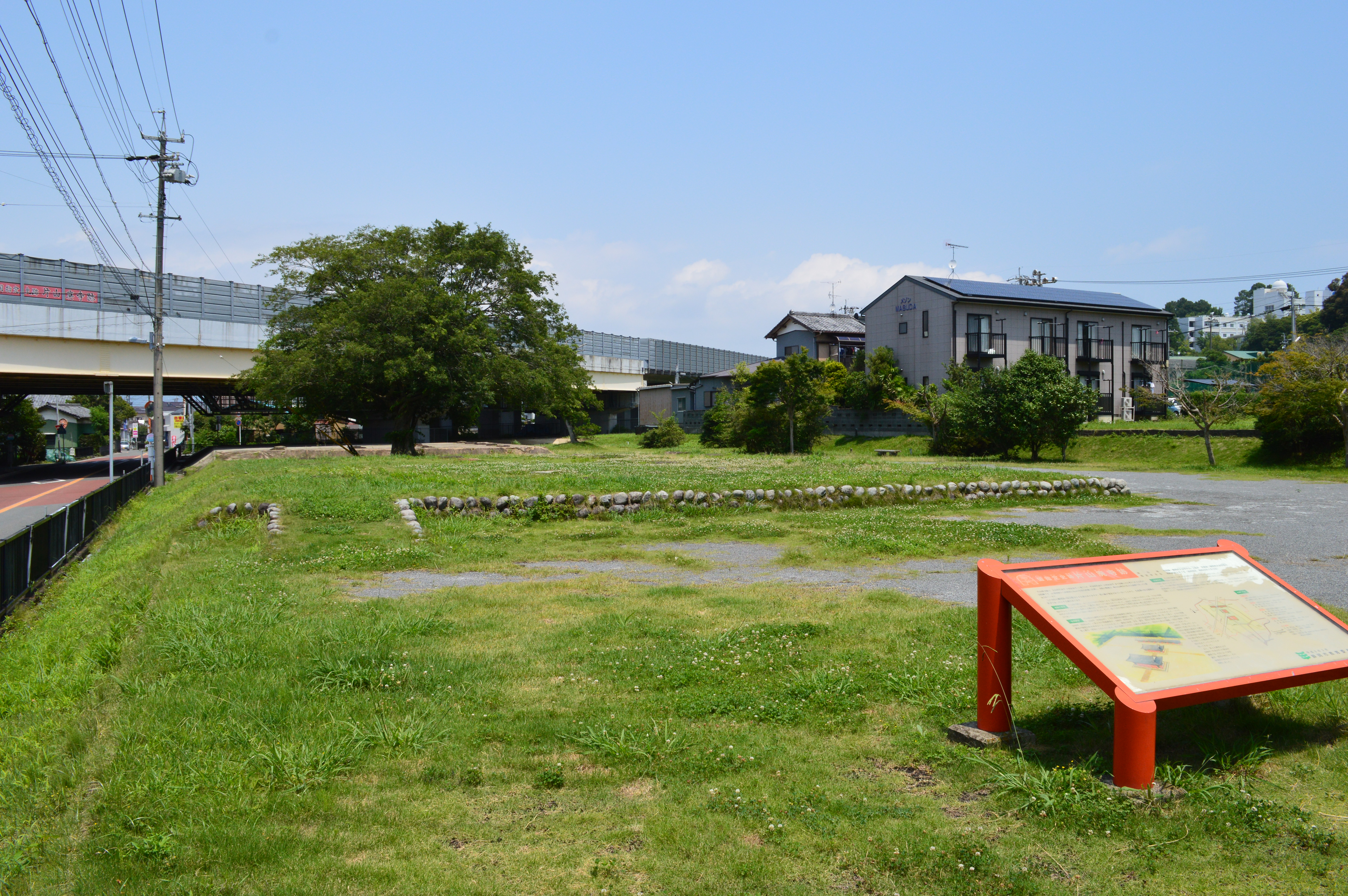
伽藍全景南方から金堂跡を望む。背景の高架は東名高速道路。

片山廃寺跡（かたやまはいじあと）は、静岡県静岡市駿河区大谷字片山にある古代寺院跡。国の史跡に指定され、「駿河国分寺跡」への指定名称変更が答申されている（官報告示を経て正式指定となる）。
駿河国国分寺の遺構に比定する説が有力であるが、ほかに地方豪族の氏寺の遺構とする説がある。

## 概要
静岡市市街地の南東方、有度山西麓にある古代寺院跡である。8世紀後半から10世紀前半（奈良時代後半から平安時代前半）にかけて営まれたと推測される。古くは江戸時代の『駿河国新風土記』において久能寺と結びつけて紹介されている。その後、昭和5年（1930年）の大谷街道整備の際に瓦と礎石群が発見されたことで古代寺院跡として認知され、小字名から「片山廃寺」と命名された。
遺構としては昭和23年（1948年）の第1次調査、昭和31年（1956年）の第2次調査により、金堂・講堂・僧房跡が確認されている。それらの発掘調査を基にして、この寺院を駿河国の国分寺とする説や、有度郡の豪族の氏寺とする説が挙げられている。塔跡が未発見であったこともあり国分寺説を否定する意見も挙げられているが、平成21年（2009年）の調査で塔跡と推定される版築が見つかり、国分寺の可能性を高めている。
寺跡は昭和40年（1965年）に「片山廃寺跡」として国の史跡に指定された。東名高速道路の高架下にあり、その中央を県道が通過するという悪環境下ながら、公園としての整備が進んでいる。また寺跡の南方約500メートルの地には、片山廃寺の瓦を焼いた宮川瓦窯跡群が残っている。この瓦窯跡群は昭和49年（1974年）に「片山廃寺跡瓦窯跡」として片山廃寺跡の史跡範囲に追加指定されている。

## 伽藍
寺域は約160メートル四方と推定される。伽藍は、境内中央に南方から金堂・講堂・僧房が一直線に配置されている。これら金堂・講堂・僧房は火災により焼失し、その後は再興されなかったと見られている。また、境内西側において境界と見られる柱跡が発見されたことから、寺には板塀が巡らされていたと推測される。
- 金堂 - 建物は間口7間（30.9メートル）、奥行4間（17メートル）。基壇は間口37メートル、奥行23メートル。
- 講堂 - 建物は間口7間（25.5メートル）、奥行4間（15.8メートル）。基壇は間口30.3メートル、奥行20.6メートル。
- 僧房 - 建物は間口23間（68.2メートル：推定）、奥行3間（9.1メートル）。基壇は間口70.3メートル（推定）、奥行10.9メートル。

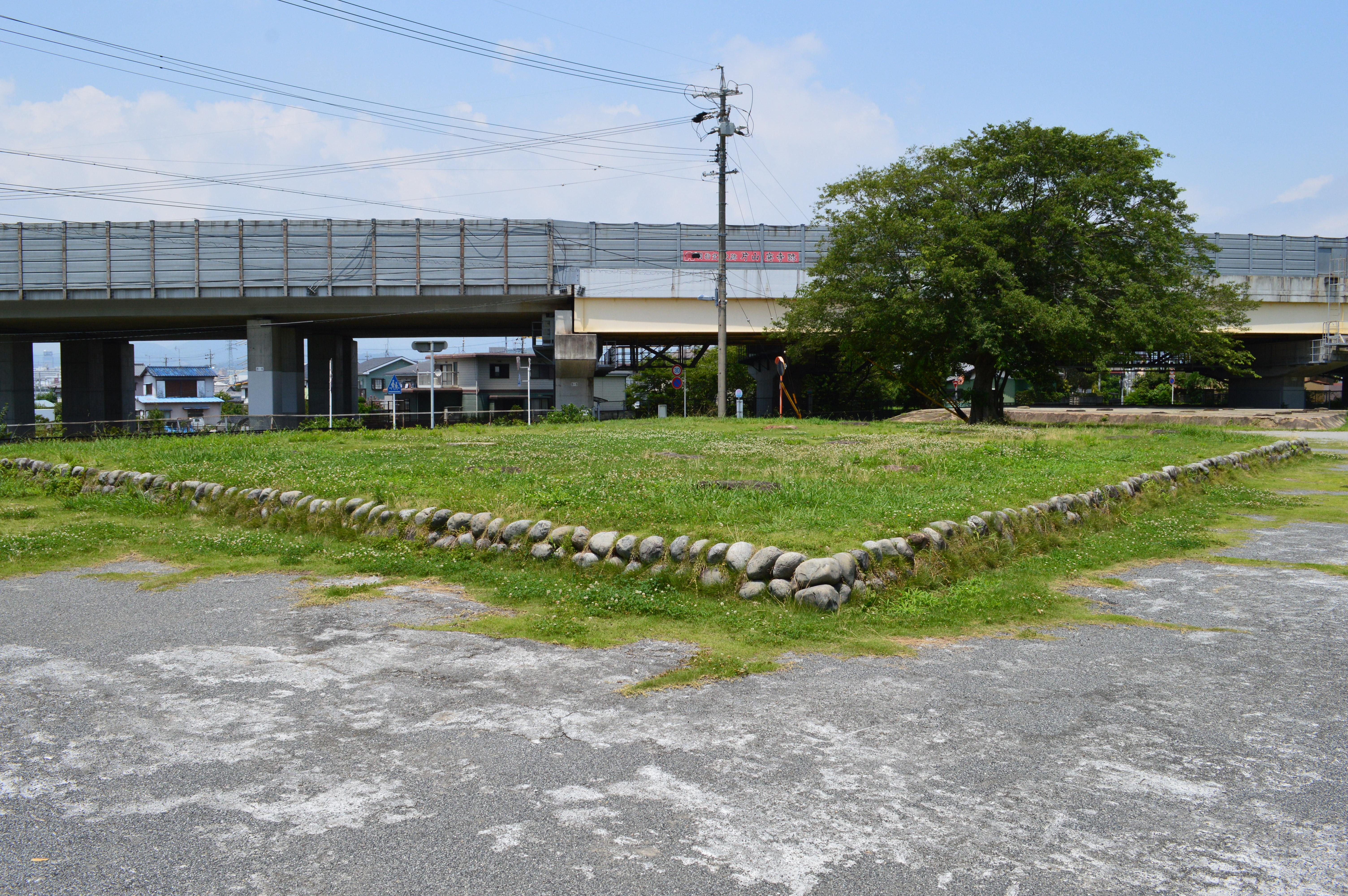
金堂跡
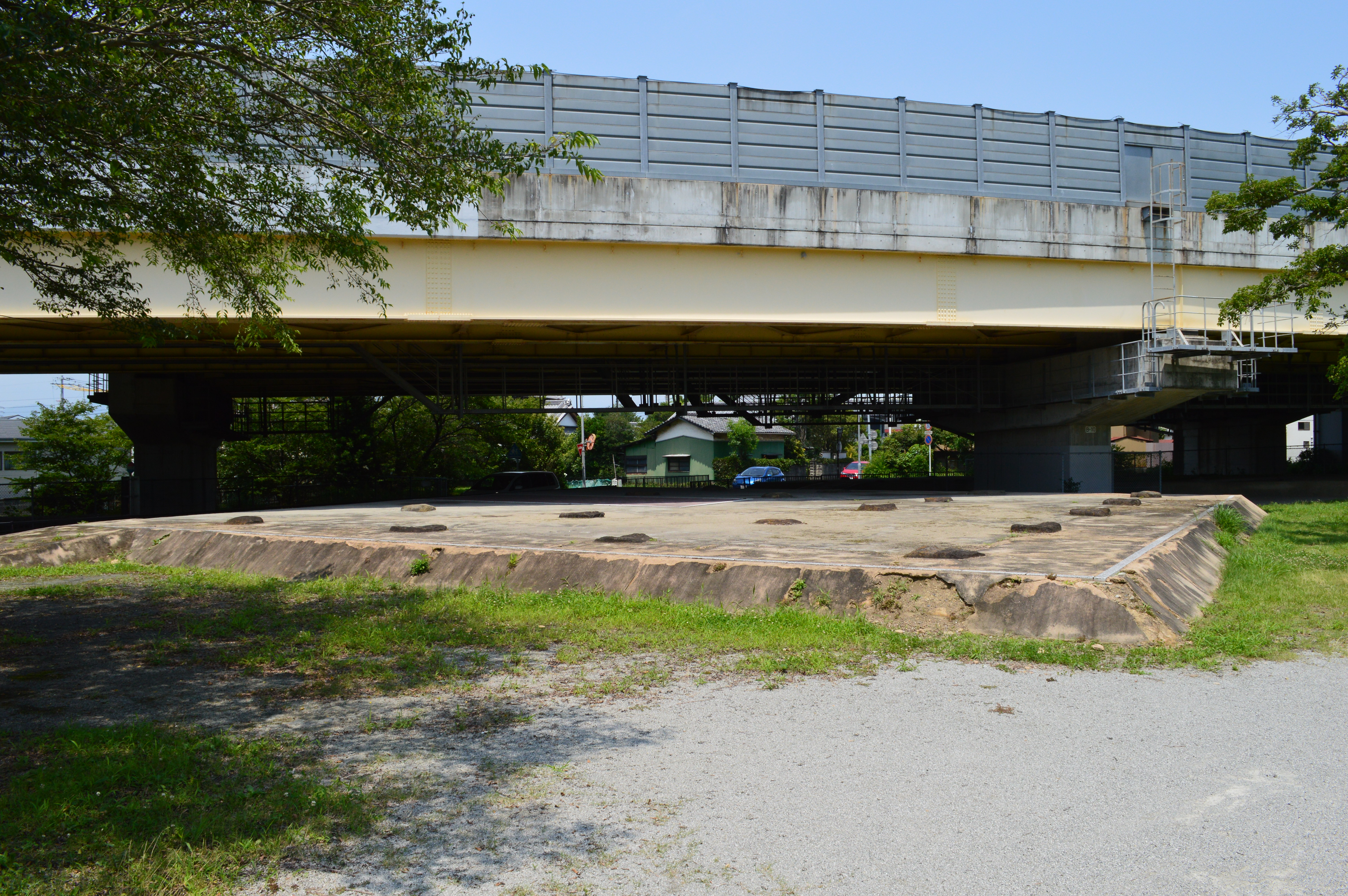
講堂跡
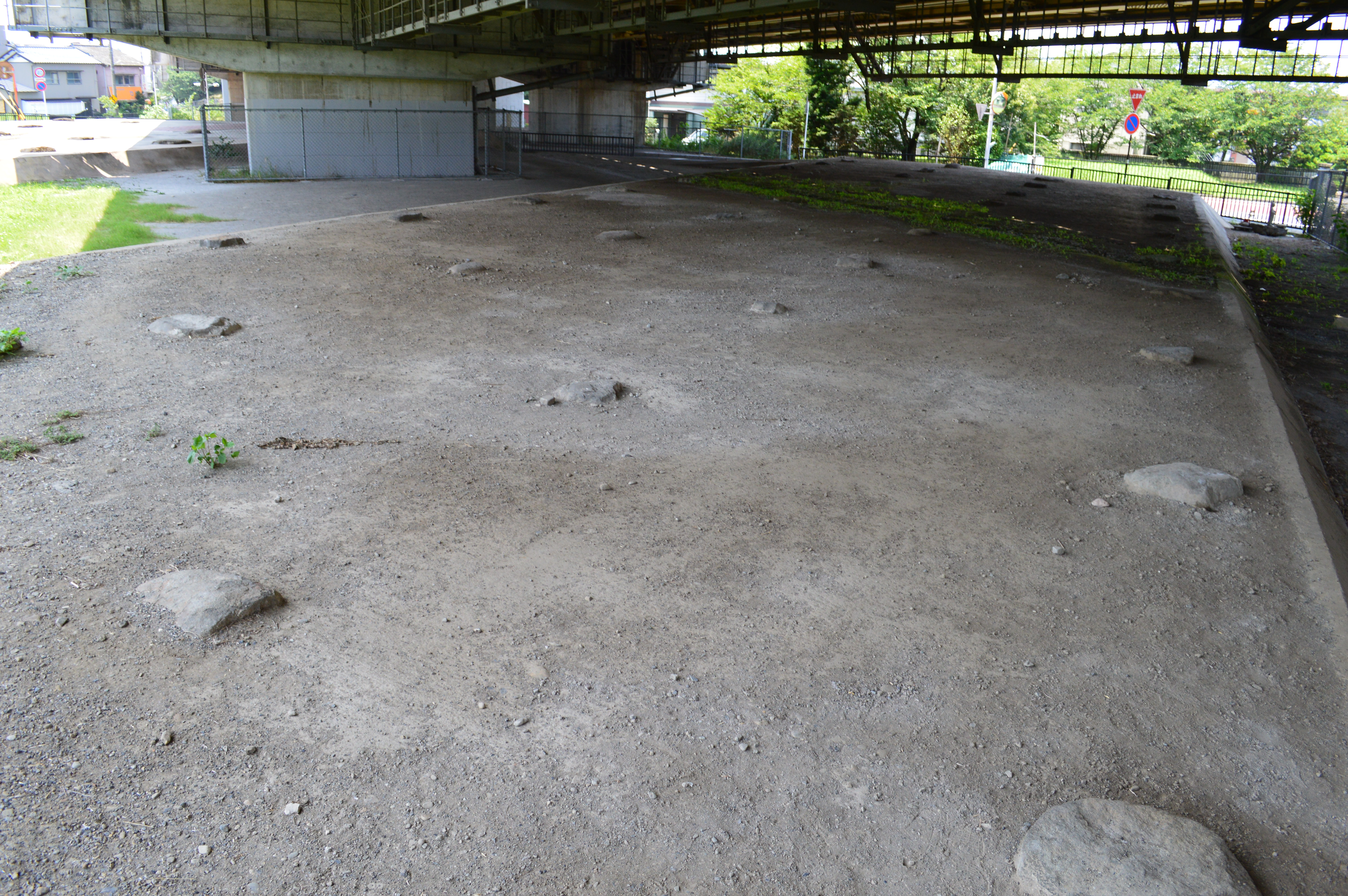
僧房跡

## 文化財

### 国の史跡
- 片山廃寺跡 - 1965年（昭和40年）9月7日指定、1974年（昭和49年）5月13日に瓦窯跡の範囲を追加指定[5]、2017年（平成29年）2月9日に史跡範囲の追加指定[6]。

## 現地情報
所在地
- 寺院跡：静岡県静岡市駿河区大谷字片山・上亀井[2]
- 瓦窯跡：静岡県静岡市駿河区大谷字宮川[2]

交通アクセス
- 東海旅客鉄道（JR東海）静岡駅北口から
  - しずてつジャストライン（美和大谷線）で「片山南」バス停下車 （下車後徒歩すぐ）または「静岡大学」バス停下車 （下車後徒歩約5分）
- 東海旅客鉄道（JR東海）東静岡駅南口から
  - しずてつジャストライン（東静岡静大線）で「静岡大学」バス停下車 （下車後徒歩約5分）